# アメリカ合衆国国務次官（政治担当）

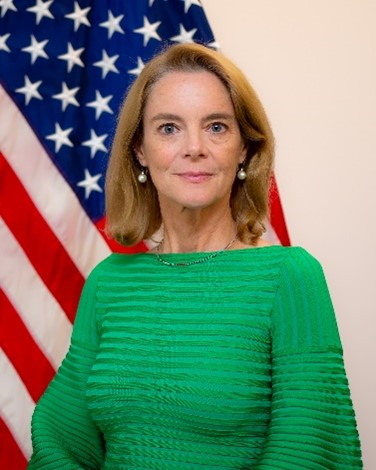
リサ・D・ケナ国務次官代行

アメリカ合衆国において、国務次官（政治担当）（こくむじかん せいじたんとう、Under Secretary for Political Affairs）は、国務省において世界諸地域における国家間の政治的問題を担当する国務次官である。国務長官と国務副長官に次ぐ第3位の役職であり、管轄する国務次官補からの助言に基づき、世界諸地域での外交政策の大枠を取り纏める。

## 管轄部局
政治担当国務次官は、以下の内部部局を管轄する。
- アフリカ局
- 東アジア・太平洋局
- ヨーロッパ・ユーラシア局
- 近東局
- 南・中央アジア局
- 西半球局
- 国際機関局
- 国際麻薬・法執行局

## 歴代政治担当国務次官
| 代 | 氏名                                         | 氏名                                         | 任命           | 在任期間       | 在任期間       | 備考       |
| 代 | 氏名                                         | 氏名                                         | 任命           | 着任           | 退任           | 備考       |
| -- | -------------------------------------------- | -------------------------------------------- | -------------- | -------------- | -------------- | ---------- |
| 1  | 画像なし                                     | ロバート・ダニエル・マーフィー               | 1959年8月12日  | 1959年8月14日  | 1959年12月3日  |            |
| 2  | リヴィングストン・トールマッジ・マーチャント | リヴィングストン・トールマッジ・マーチャント | 1959年12月1日  | 1959年12月4日  | 1961年1月31日  | [ 注釈 1 ] |
| 3  | ジョージ・クルース・マクギー                 | ジョージ・クルース・マクギー                 | 1961年11月29日 | 1961年12月4日  | 1963年3月27日  | [ 注釈 2 ] |
| 4  | W・アヴェレル・ハリマン                      | W・アヴェレル・ハリマン                      | 1963年4月4日   | 1963年4月4日   | 1965年3月17日  |            |
| 5  | ユージーン・ロストウ                         | ユージーン・ロストウ                         | 1966年10月13日 | 1966年10月14日 | 1969年1月20日  |            |
| 6  | ウラル・アレクシス・ジョンソン               | ウラル・アレクシス・ジョンソン               | 1969年2月7日   | 1969年2月7日   | 1973年2月1日   |            |
| 7  | ウィリアム・ジェイムズ・ポーター             | ウィリアム・ジェイムズ・ポーター             | 1973年2月2日   | 1973年2月2日   | 1974年2月18日  |            |
| 8  | 画像なし                                     | ジョーゼフ・ジョン・シスコ                   | 1974年2月11日  | 1974年2月19日  | 1976年6月30日  |            |
| 9  | フィリップ・ハビブ                           | フィリップ・ハビブ                           | 1976年6月16日  | 1976年7月1日   | 1978年4月1日   |            |
| 10 | 画像なし                                     | デイヴィッド・ダンラップ・ニューサム         | 1978年4月13日  | 1978年4月19日  | 1981年2月27日  |            |
| 11 | 画像なし                                     | ウォルター・ジョン・ストーセル               | 1981年2月27日  | 1981年2月28日  | 1982年1月26日  |            |
| 12 | ローレンス・イーグルバーガー                 | ローレンス・イーグルバーガー                 | 1982年2月11日  | 1982年2月12日  | 1984年5月1日   |            |
| 13 | 画像なし                                     | マイケル・アマコスト                         | 1984年5月17日  | 1984年5月18日  | 1989年3月2日   |            |
| 14 | ロバート・キミット                           | ロバート・キミット                           | 1989年3月2日   | 1989年3月2日   | 1991年8月23日  |            |
| 15 | 画像なし                                     | アーノルド・リー・カンター                   | 1991年10月4日  | 1991年10月4日  | 1993年1月20日  |            |
| 16 | ピーター・ターンオフ                         | ピーター・ターンオフ                         | 1993年3月11日  | 1993年3月11日  | 1997年4月18日  |            |
| 17 | トマス・ピカリング                           | トマス・ピカリング                           | 1997年5月27日  | 1997年5月27日  | 2000年12月31日 |            |
| 18 | 画像なし                                     | マーク・アイゼイア・グロスマン               | 2001年3月23日  | 2001年3月26日  | 2005年2月25日  |            |
| 19 | ニコラス・バーンズ                           | ニコラス・バーンズ                           | 2005年3月18日  | 2005年3月18日  | 2008年2月29日  |            |
| 20 | ウィリアム・ジョーゼフ・バーンズ             | ウィリアム・ジョーゼフ・バーンズ             | 2008年2月29日  | 2008年5月13日  | 2011年7月28日  |            |
| 21 | ウェンディ・ルース・シャーマン               | ウェンディ・ルース・シャーマン               | 2011年9月21日  | 2011年9月21日  | 2015年10月2日  |            |
| 22 | トム・シャノン                               | トーマス・A・シャノン・ジュニア              | 2016年2月12日  | 2016年2月12日  | 2018年6月4日   |            |
| -  | ステファン・モール                           | ステファン・モール                           | 2018年6月5日   | 2018年6月5日   | 2018年8月29日  |            |
| 23 | デビッド・ヘイル                             | デビッド・ヘイル                             | 2018年8月28日  | 2018年8月30日  | 2021年5月3日   |            |
| 24 | ビクトリア・ヌーランド                       | ビクトリア・ヌーランド                       | 2021年4月29日  | 2021年5月3日   | 2024年3月22日  |            |
| -  | ジョン・バス                                 | ジョン・バス                                 | 2024年3月22日  | 2024年3月22日  | 2025年1月20日  |            |
| -  | リサ・D・ケナ                                | リサ・D・ケナ                                | 2025年1月20日  | 2025年1月20日  | 現職           |            |